# 렙토넥테스

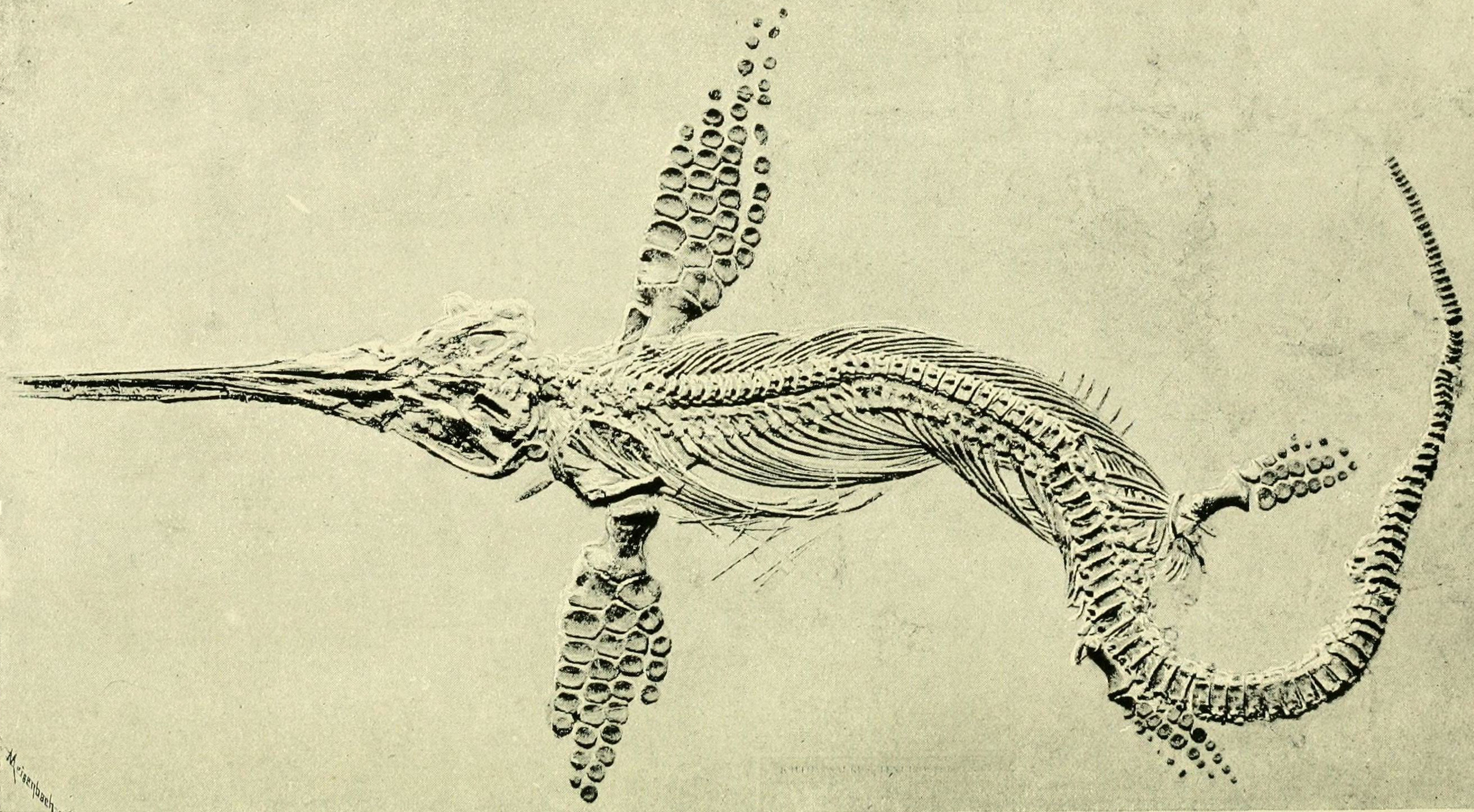

렙토넥테스(학명:Leptonectes tenuirostris)는 어룡목 메리아모사우루스과에 속하는 어룡이다. 지금은 멸종된 종으로서 전체적인 몸길이가 작은 종은 3~4m, 거대한 종은 5~6m에 달한다.

## 특징
렙토넥테스는 트라이아스기 후기부터 쥐라기 초기에 살았었던 어룡의 한 속이다. 화석은 각각 유럽의 국가들 중에 하나들인 벨기에, 독일, 스위스, 스페인 그리고 영국에서 발견되었다. 렙토넥테스는 긴꼬리와 앞으로 쭉 뾰족하게 튀어나오도록 확장된 주둥이를 가지고 있다. 꼬리지느러미는 다른 어룡과 비교해서 중간 정도의 크기를 가지며 등지느러미는 2개를 가진 어룡이다. 튀어나온 양쪽의 주둥이에는 총 20~25개의 날카로운 톱니 모양을 가진 이빨들이 나 있다. 먹이로는 당대에 서식했었던 물고기, 갑각류, 두족류를 주로 잡아먹고 살았을 육식성의 포식자로 추정되는 종이다.

## 생존시기와 서식지와 화석의 발견
렙토넥테스가 생존했었던 시기는 중생대의 트라이아스기 후기에서 쥐라기 초기로서 지금으로부터 2억 2000만년전~1억 8000만년전에 생존했었던 종이다. 생존했었던 시기에는 유럽을 중심으로 하는 대서양, 지중해, 북극해에서 주로 서식했었던 어룡이다. 화석의 발견은 1929년에 유럽의 트라이아스기에 형성된 지층에서 유럽의 고생물학자인 휴엔에 의하여 처음으로 화석이 발견되어 새롭게 명명된 종이다.

## 같이 보기
- 파충류
- 중생대
- 트라이아스기
- 쥐라기
- 어룡
- 화석